# Pistolet maszynowy MP 41
MP 41 – niemiecki pistolet maszynowy skonstruowany przez Hugona Schmeissera na zlecenie firmy Haenel.

## Historia
Przygotowując się do rozpoczęcia produkcji MP 40 Haenel zakończył produkcję MP 28 II w 1940 roku. Do firmy napływały jednak nadal zamówienia zagraniczne. Najprostszym rozwiązaniem byłoby rozpoczęcie eksportu MP 40, ale na to nie zgadzało się dowództwo Wehrmachtu. Ostatecznie zarząd firmy zdecydował, że należy zaprojektować nowy pistolet maszynowy przeznaczony głównie na eksport, planowano także zainteresowanie tą konstrukcją niemieckiej policji.
Schmeisser połączył w MP 41 mechanizmy trzech innych niemieckich pistoletów maszynowych: MP 28 II, MP 36III i MP 40. Ze skonstruowanego przez siebie MP 28 wykorzystał stałą kolbę drewnianą i mechanizm spustowy, z MP 36III tylec i sposób montażu komory zamkowej w łożu, a z MP 40 zapożyczył resztę mechanizmów. W rezultacie otrzymał pistolet maszynowy o klasycznym wyglądzie (odpowiadający bardziej konserwatywnym wojskowym), ale produkowany w dużej części nowoczesną technologią tłoczenia.
W 1941 roku rozpoczęto produkcję nowego pistoletu maszynowego oznaczonego jako MP 41. Pierwszym kupcem była armia rumuńska. Rozbudowujący się po wybuchu II wojny światowej Wehrmacht potrzebował jednak dużych dostaw pistoletów maszynowych i w rezultacie większość wyprodukowanych egzemplarzy została przejęta przez niemieckie siły zbrojne.
Produkcja MP 41 została zakończona w 1942 roku, ponieważ uznano, że nie przewyższa on standardowego MP 40, a jego produkcja z powodu bardziej skomplikowanego mechanizmu spustowego i drewnianej kolby była bardziej czasochłonna i droższa. Wyprodukowane egzemplarze były używane (głównie przez policję i tyłowe jednostki armii) do końca wojny.

## Opis techniczny
Pistolet maszynowy MP 41 był indywidualną bronią samoczynną. Automatyka pistoletu maszynowego MP 41 jest oparta na zasadzie odrzutu swobodnego zamka. Ryglowanie odbywa się masą swobodnego zamka, podpartego sprężyną powrotną. Strzelanie z zamka otwartego, ogniem pojedynczym lub seriami. Przełącznik rodzaju ognia w postaci kołka nad językiem spustowym. Zasilanie z magazynka pudełkowego o pojemności 32 nabojów, rozmieszczonych w szachownicę. Przyrządy celownicze składają się z muszki w osłonie i celownika przerzutowego, celownik dwustopniowy: stały – dla odległości 100 m i odchylany dla odległości 200 m. Lufa wkręcona w komorę zamkową zakończona podstawą muszki. Łoże i stała kolba drewniane.